# Said Matinpour
Said Matinpour (Zanjan, 22 settembre 1976) è un giornalista e attivista iraniano, imprigionato dalle autorità iraniane.

## Biografia
Laureato alla Facoltà di Filosofia dell'Università di Teheran, scrive per il giornale in lingua azera Yarpagh.
Il 25 maggio 2007 è stato rapito dalla sua casa e detenuto nella prigione di Evin a Teheran. Sposato poi nel carcere di Ettelaat a Zanjan, qui passa 278 giorni in isolamento.
Nel 2009 un tribunale rivoluzionario di Teheran lo ha condannato a otto anni di carcere per propaganda antigovernativa. In isolamento a Evin, soffre di gravi problemi di salute. Secondo gli attivisti per i diritti umani, Matinpour ha condotto lo sciopero della fame dopo aver subito violenze fisiche da parte delle guardie.
Viene rilasciato il 26 agosto 2015.